# Юр'єв-Польський
Ю́р'єв-По́льський (рос. Юрьев-Польский) — місто (з 1152) в Росії, адміністративний центр Юр'єв-Польського району Владимирської області.

## Географія
Місто розташоване на річці Колокша (притока Клязьми), за 68 км на північний захід від Владимира та за 180 км на північний схід від Москви.

## Назва
У літописах місто спочатку називалося Гюргевъ або Гергевъ — за іменем міста Юр'єва в Подніпров'ї. Друга частина назви — від слова «поле», місто стоїть на Суздальскому Опіллі — з'явилася для уточнення місця розташування, через існування в цей період інших міст з тим же ім'ям: до 1224 года — Юр'єва (Тарту), а з 1224 — Юр'єва-Повольського (Юр'ївця), Юр'єва в Подніпров'ї, розташованого в південній вотчині Суздальських князів (нині місто Біла Церква).

## Історія
Місто було засноване в 1152 році Юрієм Долгоруким. За його наказом була споруджена майже кругла фортеця, яка була обнесена збереженими до наших днів земляними валами висотою до 7 м, з дерев'яними стінами. У центрі фортеці, в 1234 було зведено Георгіївський собор.
З 1212 Юр'єв-Польський — центр удільного князівства, на чолі якого став син Всеволода Велике Гніздо Святослав. У період його правління в міській фортеці заснований княжий Михайло-Архангельський монастир.
У 1238, 1382 та 1408 роках місто розорялося монголо-татарською навалою.
У 1340 увійшло до складу Великого Московського князівства.
Під час Смути початку XVII століття Юр'єв-Польський було спалено поляками.
У XVII — XVIII століттях був заново відбудований ансамбль Михайло-Архангельського монастиря, в якому виділяються розташована в західній частині монастирської огорожі надбрамна Богословська церква 1670, а також монументальна шатрова дзвіниця XVII століття та Знаменська трапезна церква.
З 1708 року — у складі Московської губернії (повітове місто з 1778), з 1796 року — у Владимирській губернії.
До 2010 року Юр'єв-Польський мав статус історичного поселення, однак Наказом Міністерства культури РФ від 29 липня 2010 р. N 418/339 місто було цього статусу позбавлено.

## Економіка
- Ткацько-оздоблювальна фабрика «Авангард» (випускає махрові тканини, меблеві та легкі тканини та вироби з них)
- Завод «Промзв'язок» (виробляє електросилове устаткування)
- ВАТ «Юр'єв-Польський м'ясокомбінат»
- Спиртовий завод
- ВАТ «Юр'єв-Польський завод сухого знежиреного молока»

## Населення
Динаміка чисельності населення міста:

## Пам'ятки
Юр'єв-Польський входить до складу Золотого кільця Росії. У місті розташована філія Владимиро-Суздальського історико-художнього й архітектурного музею-заповідника. Найвідоміші архітектурні пам'ятки міста:
- Михайло-Архангельський монастир (XIII століття) з собором (1792)
- Знаменська церква (1625)
- Георгіївський собор (1230—1234, реконструкція XV століття).
- Залишки валів Юр'єв-Польського кремля XII століття.
- Храм Різдва Христового XVIII століття.
- Храм Микити Мученика XVIII століття.

| - Михайло-Архангельський монастир | - Георгіївський собор |

## Відомі уродженці
- Никон Радонезький (1350—1426) — Преподобний. Святий Російської Православної церкви. Другий після преподобного Сергія Радонезького ігумен Троїце-Сергієва монастиря.
- Фомін Микола Сергійович (1895—1987) — радянський військовий діяч, Генерал-полковник артилерії. Герой Радянського Союзу.
- Роман Якимович (1889—1951) — польський археолог.